# Lixus pulverulentus
El gorgojo de las malvas (Lixus pulverulentus o Lixus angustatus, según otros taxónomos) es una especie de coleóptero de la familia Curculionidae. Se distribuye por el Paleártico: Europa, Oriente Próximo, Norte de África y Canarias.

## Características
Se trata de un gorgojo grande, que llega hasta 1 cm, de color amarillento característico, y los élitros tienen un fino dibujo reticulado. Las hembras tienen el rostro de color negro brillante, debido a que se pasan el día agujereando las malvas. Los machos en cambio, lo tienen del mismo color del cuerpo. No es difícil encontrarlos desde finales de marzo.

## Historia natural
Los "gorgojos carreteros" suelen hacerse los muertos (tanatosis); hacen eso cuando ven que se acerca un intruso, recogen las patas y entonces ruedan por la hoja de la planta Malva y caen al suelo donde difícilmente se los encuentra.